# Soarele meu
Soarele meu är det andra albumet från den rumänska musikgruppen Mandinga. Albumet släpptes under sommaren 2005. Det innehåller 12 låtar. Två av låtarna är remixer av singeln med samma titel som albumet, "Soarele meu", vilken även den finns på albumet.

## Låtlista
1. Donde estas
2. Soarele meu
3. De Crăciun
4. Soarele meu (Sunny remix)
5. Vreau
6. Nu, nu. nu
7. Todo
8. O seară
9. Oh, Cango
10. Soarele meu (Giant remix)
11. Vreau să pot visa
12. Intro